# 1e Vestingsbrigade Kreta
De 1e Vestingsbrigade Kreta (Duits: 1. Festungs-Brigade Kreta) was een Duitse brigadestaf van de Wehrmacht tijdens de Tweede Wereldoorlog.

## Oprichting en krijgsgeschiedenis
De brigade werd op 15 januari 1942 opgericht op Kreta in Griekenland. De staf werd gevormd uit de staf van de opgeheven 713e Infanteriedivisie. Op 23 november 1942 werd de staf omgedoopt in Deutscher Eisenbahn-Sicherungsstab Kroatien.

## Slagorde (20 juli 1942)
- Infanterieregiment 746
- 832e, 833e en 834e Landesschützen-bataljons

## Commandanten
| Rang         | Naam                 | Begin           | Eind              |
| ------------ | -------------------- | --------------- | ----------------- |
| Generalmajor | Franz Fehn           | 15 januari 1942 | 15 mei 1942       |
|              | ??                   | 15 mei 1942     | 1 juli 1942       |
| Oberst       | Egon von Neindorff   | 1 juli 1942     | 20 september 1942 |
| Oberst       | Heribert von Larisch | 1 oktober 1942  | 23 november 1942  |

Vestingsbrigade Almers · Vestingsbrigade Belfort · Vestingsbrigade Korfoe · Vestingsbrigade Kreta · 1e Vestingsbrigade Kreta · 2e Vestingsbrigade Kreta · Vestingsbrigade Lofoten · Vestingsbrigade Sebastopol · 135e Vestingsbrigade · 939e Vestingsbrigade · 963e Vestingsbrigade · 964e Vestingsbrigade · 966e Vestingsbrigade · 967e Vestingsbrigade · 968e Vestingsbrigade · 969e Vestingsbrigade · 1017e Vestingsbrigade